# Club Xuventú de Sanxenxo
O Club Xuventú de Sanxenxo é um clube de futebol da cidade de Sanxenxo, na região autônoma da Galiza localizada na Espanha.
Atualmente disputa a Preferente de Galiza, pelo Grupo Sul.